# Immobilienmarkt (China)
Der Immobilienmarkt in China führt als Entität der Immobilienwirtschaft Angebot und Nachfrage für unbeweglichen Besitz (z. B. Grundstücke, Gebäude) innerhalb der Volksrepublik China zusammen. Immobilien in China werden von öffentlichen, privaten und staatlichen Rot-Chip-Unternehmen entwickelt und verwaltet.
Der Immobiliensektor in China ist von hoher wirtschaftlicher Bedeutung und erwirtschaftete 2021 knapp 23 Prozent des Bruttoinlandsprodukts des Landes.

## Geschichte des Immobilienmarktes in China

### Immobilienmarkt in China von 1949 bis 1978
Seit der Gründung der Volksrepublik China im Jahre 1949 wurde die Wohnungsversorgung, insbesondere für Beamte, im Zuge des chinesischen Sozialsystems vom Staat organisiert. So wurde sowohl privater Häuserbau als auch der Spekulationsbau in den Jahren nach 1949 im Zuge des Kommunismus eingeschränkt und der private Mietsektor systematisch unter die Kontrolle des Staates gebracht. Zwischen 1949 und 1990 wurden in chinesischen Städten 1,98 Milliarden Quadratmeter Wohnungen gebaut: 1,73 Milliarden (87,4 Prozent) wurden vom öffentlichen und kollektiven Sektor gebaut und nur 0,25 Milliarden Quadratmeter wurden vom privaten Sektor gebaut.
Im chinesischen Sozialsystem waren viele Stadtbewohner deshalb abhängig von den Sozialbauten der Regierung. Der gesamte öffentliche Wohnungsbau wurde deshalb unter den Beschäftigten des öffentlichen Sektors frei verteilt. Vor dem Einzug der Mieter waren keine Kautionen oder sonstigen Zahlungen erforderlich. Darüber hinaus wurden in den Jahren von 1949 bis 1990 sehr niedrige Immobiliarmieten berechnet: zwischen 1949 und 1990 machten die Mieten in den meisten chinesischen Städten nur 2–3 % des gesamten Haushaltseinkommens aus. Der größte Teil der privaten Wohnungen, der heute existiert, wurde erst nach 1978 gebaut, als die Regierung damit begann privaten Wohnungsbau verstärkt zu propagieren.

### Immobilienmarkt in China von 1978 bis 1998
Im sozialistischen System traten vermehrt Probleme auf, wie die unzureichende Anzahl an Wohnungen, nicht ausreichende Investitionen, die ungerechte Verteilung von Wohnraum und die schlechte Instandhaltung von Wohnungen und Häusern. So kam es in der Folge zu Reformbestrebungen unter dem neuen Präsidenten Deng Xiaoping.
Im Jahr 1979 wurde ein erstes Experiment zum privaten Wohnungsbau in den Städten Xi'An und Nanning durchgeführt; allerdings wurden von den 39 neu gebauten Wohnungen lediglich 18 aufgrund mangelnder Kaufkraft der Bevölkerung verkauft. In den Jahren von 1982 bis 1985 wurde deshalb ein neues Experiment in den Städten Changzhou, Siping und Sashi durchgeführt, wo private Wohnungen zu einem Drittel sowohl vom Arbeitgeber der Käufer und zu einem Drittel von der Regierung bezuschusst wurden. Die Anzahl der Käufe stiegen deshalb an, wurde schnell aber als zu kostenintensiv eingestuft und infolgedessen eingestellt. Deshalb wurde zwischen 1986 und 1988 ein drittes Experiment durchgeführt, in dem die Mieten von Beamten angehoben wurden und somit der Anreiz erhöht wurde, Wohnungen oder Häuser zu kaufen und auch Bewohner umzusiedeln, die in zu großen Unterkünften lebten und sich die Unterkunft wegen steigender Mieten nicht mehr leisten konnten. So konnte der Staat die Fixkosten wie Instandhaltungskosten, der von ihm unterhaltenen Häuser durch Verkauf von Wohneigentum abbauen und den Immobilienmarkt weiter privatisieren.
Der Immobilienmarkt in China ist heute der größte Markt für Immobilien weltweit. Er wächst seit der Reform des Wohnungswesens durch die Zentralregierung im Jahr 1998 rapide.

### Immobilienblase 2005 bis 2011
Durch die Senkung von Zinsen auf Bankkredite und die damit einhergehende verstärkte Herausgabe dieser, die den Bau und Kauf von Immobilien vereinfachten, entwickelte sich im chinesischen Häusermarkt allerdings ab 2005 eine Immobilienblase. Diese Blase wurde im Zuge der Finanzkrise von 2007 durch ein von der Zentralregierung gestartetes massives Konjunkturpaket zunehmend bestärkt. Im Zuge dieses Konjunkturpaketes wurden im Immobilienmarkt Investitionen getätigt – die Zentralregierung trieb die Nachfrage so künstlich nach oben. Als Beweis für eine entstehende Blase wurde die erhebliche Anzahl von leerstehenden Gewerbe- und Wohnimmobilien aufgeführt und der fortgesetzte Bau von Immobilien trotz dieser Tatsache. Als Reaktion auf die Angst vor einer Blase senkte Standard & Poor’s im Sommer 2011 den Ausblick für den chinesischen Immobiliensektor von stabil auf negativ, nachdem die Kreditbedingungen im Land gestärkt und die Verkäufe verlangsamt worden waren.
Gegen die Aussage, dass sich im chinesischen Immobilienmarkt eine Blase bildet, argumentieren einige Experten wie Ashvin Ahuja und Lilian Cheung, dass sich das starke Wachstum auf die wirtschaftsstarken Küstenregionen beschränkt, wo es viel Zuwanderung gibt und so die Nachfrage natürlich gestiegen sei.

### Krise ab 2020
In dem Bestreben, den hoch verschuldeten Immobilienentwicklungssektor einzudämmen, verabschiedete die chinesische Regierung im Jahr 2020 eine „Drei-Rote-Linien-Regel“, um die von Bauunternehmen aufgenommene Verschuldung zu regulieren und ihre Kreditaufnahme auf der Grundlage der folgenden Kennzahlen zu begrenzen: Schulden im Verhältnis zu Barmitteln, Schulden im Verhältnis zum Eigenkapital und Schulden im Verhältnis zur Bilanzsumme. Die Verabschiedung strengerer Regulierungen löste heftige Verwerfungen auf dem chinesischen Immobilienmarkt aus und führte zur Pleite des wichtigen Immobilienentwicklers Evergrande. Dies beeinträchtigte die chinesische und weltweite Wirtschaft negativ.

## Häusermarkt
Zwischen 1995 und 2015 hat sich die Gesamtinvestition für die Wohnungswirtschaft von der chinesischen Regierung von einer Obergrenze von 50.000 Renminbi auf eine Obergrenze von 5 Millionen Renminbi erhöht, was ein neues Interesse an der Wohnungsentwicklung der chinesischen Regierung nach Jahren begrenzter Finanzierung für die städtischen Wohnprojekte zeigt. Die chinesische Regierung hat im März 2011 das Ziel angekündigt, bis 2015 36 Millionen Wohneinheiten zu bauen. Allein im September 2011 wurden in China 1,2 Millionen Einheiten in Betrieb genommen; 70 % mehr Sozialwohnungen als im Jahr 2010. Diese vom Staat zugewiesenen Bauvorhaben beeinflussten den Bauarbeitsmarkt in China. Allein 2014 waren 29 Millionen Menschen in städtischen Bauunternehmen in China beschäftigt.

## Grundstücksmarkt
Die Bodenpolitik der Volksrepublik China hat sich seit ihrer Gründung dramatisch verändert – Landtransaktionen waren in der Vergangenheit durch die Verfassung kategorisch verboten und Boden wurde zentral verwaltet und zugewiesen. Land wurde weder als Ware noch als Wertanlage betrachtet. Deshalb nehmen heute Industrieanlagen und Warenlager durch die Zuweisung von Landnutzungsrechten durch die Zentralregierung besonders viel Land in Städten wie Shanghai (30,54 % der Gesamtfläche) in Anspruch. Im Vergleich dazu hat Hongkong eine Bodennutzungsquote für Industrieanlagen und Warenlager von 5,3 %. Diese Landnutzungsmuster sind Ergebnis der Industrialisierungspolitik der Volksrepublik in den 50er Jahren und der ihr vorausgegangenen Landreform im Jahre 1949, die alles Land in Staats- oder Kollektivbesitz brachte. Die Entwicklung von urbanem Wohnraum wurde so lange Zeit vernachlässigt und führte zu einer inadäquaten Infrastruktur, einem schlechten Häusermarkt und einer Verschlechterung der urbanen Lebensqualität. Dies ist auch mit der Zuordnung von Landnutzungsrechten an sozioökonomische Einheiten, die sogenannten Danweis, in Verbindung zu bringen. Seit der Landreform von 1949 war aller Boden in den Provinzen Kollektivbesitz und der Boden in den Städten Staatsbesitz, aufgeteilt auf die Danweis. Danweis konnten ihre Landnutzungsrechte nach der Verfassung ebenfalls nicht weitergeben und viel Fläche wurde so nicht optimal genutzt.
Seit 1983 hat die Volksrepublik China eine Reihe von Reformen der Bodenpolitik eingeleitet, um die Effizienz der Landnutzung zu verbessern, die Landzuteilung zu rationalisieren, die Landbewirtschaftung zu verbessern und die städtische und ländliche Entwicklung zu koordinieren. Diese Reformen der Bodenpolitik haben positive Auswirkungen auf die Nutzung von Boden in Städten sowie negative sozioökonomische Folgen. Auf der positiven Seite haben sie zu verbesserten Grundstücksmärkten beigetragen, die Staatseinnahmen für die Finanzierung von massiven Infrastrukturprojekten und die Bereitstellung öffentlicher Güter erhöht und die Rationalisierung der Landnutzung verbessert. Auf der negativen Seite haben sie zu Problemen wie der wachsende Schere zwischen Arm und Reich geführt und die Korruption erhöht.
Im Zuge der Reformen von 1983 wurden Landnutzungsrechte eingeführt, die nun erworben werden können. Der Besitz von Land ist allerdings nach wie vor nur dem Staat vorbehalten.

## Besteuerung
Laut der Verfassung der Volksrepublik China besitzt der Staat das gesamte Land in städtischen Gebieten, während Kollektive den Boden in ländlichen Gebieten besitzen. Immobilieneigentümer in städtischen Gebieten besitzen daher Wohneigentum, aber nicht das Land, auf dem ihre Immobilien stehen. Der Staat räumt Stadtbewohnern und Unternehmen Landnutzungsrechte ein und erhebt dafür Gebühren. Aufgrund dieser Trennung des Landeigentums vom Immobilienbesitz hat China zwei Arten von Grundsteuern: Wohneigentumssteuer (fangchan shui) und Landnutzungssteuer (tudi shiyong shui).
Grund- und Landnutzungssteuern in der Volksrepublik China wurden erstmals im Januar 1950 geschaffen, als der Staatsrat die „Grundsätze der Besteuerung und Finanzen“ verkündete (Quanguo Shishou Shishi Yaoze). Am 15. September 1986 verkündete der Staatsrat „Property Tax Ordinances“ (Fangchan Shui Zanxing Raoli). Diese Verordnungen sind seit dem 1. Oktober 1986 in allen chinesischen Städten in Kraft getreten.
Die lokale Grundsteuer entfällt vierteljährlich oder halbjährlich für Eigentümer oder Mieter. Gebäude und Einrichtungsgegenstände unterliegen der Steuer. Bei Mietobjekten sind die Mieter für die Zahlung der Grundsteuer verantwortlich. Die Steuer beträgt 12 % der Miete. Bei einer Immobilie, die von ihrem Eigentümer genutzt wird, wird die Steuer auf der Grundlage des „ursprünglichen Wertes“ der Immobilie berechnet. Der „ursprüngliche Wert“ einer Immobilie wird entweder als Baukosten oder als ursprünglicher Transaktionspreis definiert. Bei Grundstücken, die unangemessene „Originalwerte“ aufweisen, untersuchen und bestimmen die örtlichen Steuerämter ihre „ursprünglichen Werte“.
Die Landnutzungssteuer wird auf Landnutzer erhoben. Die Steuer wird auf Grundlage der Landfläche und des Steuersatzes für dieses Land berechnet. Die Fläche des Landes wird von lokalen Behörden gemessen und auf einem Landnutzungszertifikat für einzelne Landnutzer ausgewiesen.

## Korruption
Die Immobilienindustrie ist heute eine der korruptesten Industrien Chinas. Laut dem Staatsrat findet die Korruption hierbei hauptsächlich im Prozess der Landtransfers und im Baugewerbe statt. Dabei findet sich Korruption hauptsächlich in zwei Institutionen: Lokalregierungen und lokalen Landmanagementbüros. Dies liegt darin begründet, dass die Lokalregierung die Befugnis hat, Landnutzungsrechte zu verteilen, während das Landmanagementbüro für die Durchführung dieser Transfers zuständig ist. Das Landallokationssystem der Zentralregierung lässt es zu, Land umsonst zu transferieren, wenn das Projekt für öffentliche oder nicht kommerzielle Zwecke vorgesehen ist.
Dies ermöglicht Korruptionsfälle wie den sogenannten Mu-Ma Fall:
Der lokale Parteisekretär von Shenyang Mu Suixin und der lokale Bürgermeister Ma Xiangdong hatten im Jahr 1999 für eine Summe von 2 Mio. RMB und 170.000 USD einem Führungsmitglied der örtlichen Mafia ein Grundstück im Wert von 350 Mio. RMB umsonst zugesprochen. Mu und Ma wurden 1999 für Korruption vor Gericht gestellt.

## Ausländische Direktinvestitionen im chinesischen Immobilienmarkt
Der Fortschritt in den Reformbestrebungen der chinesischen Zentralregierung hat zu einer steigenden Anzahl an ausländischen Direktinvestitionen, besonders im hochklassigen Immobiliensegment, in den chinesischen Immobilienmarkt geführt. Seit den 1980ern hat die chinesische Zentralregierung deshalb eine Reihe an Gesetzen zu ausländischen Direktinvestitionen entwickelt. So werden unter der „Equity Joint Venture Law“ seit 1979 de facto Landnutzungsrechte an ausländische Investoren herausgegeben. Ab den 1990ern wurden die ausländischen Direktinvestitionen verstärkt reguliert. So wurden 1997 im „Catalogue of Industries for Guiding Foreign Investment“ Investitionen in die Entwicklung von großen Landbesitzen, Golfplätzen, Freizeitparks und Nationalparks verboten. Darüber hinaus wurden die Örtlichkeiten, an denen ausländische Unternehmen in große Grundstücke investieren konnten auf die Freihandelszonen in den Küstenregionen beschränkt. Chinas Beitritt zur WTO im Jahr 2001 lockerte diese Beschränkungen der chinesischen Zentralregierung allerdings wieder.
Am 1. Oktober 2007 trat in China ein neues Gesetz zur Erneuerung von Landnutzungsrechten und der Registrierung von nicht beweglichen Besitzrechten in Kraft. Dieser Katalog schränkt die Möglichkeit der Investition in hochklassige Immobiliensegmente und die Befugnisse ausländischer Immobilienvermittlungen und Maklerfirmen ein.